# 파푸아뉴기니의 미술
파푸아뉴기니의 미술은 길고 풍부하며 다양한 전통을 지닌다. 특히 멜라네시아 가운데서도 뉴기니는 목조(木彫)가 풍부한 곳이다: 가면, 카누, 스토리보드. 파푸아뉴기니는 또한 다양한 점토, 흙, 뼈, 동물 및 자연 사체 미술을 보유하고 있기도 하다. 이들 중 최고의 수집품들 다수가 해외 박물관에서 보관하고 있다.
미개사회 미술의 목조의 선조, 정령(精靈), 악마, 토템 등의 상에는 걸작이라 할 말한 것이 적지 않다. 더욱이 세픽강(江), 프라리강, 프라이강을 비롯한 큰 강의 습도 높은 저습지(低濕地)와 그 주변, 그리고 동남부 마심 지방과 동북 타미도(島)를 위시한 해안지방에 많이 있다. 그러나 내부 뉴기니의 고지에 사는 파푸아계(系) 주민에서는 조형미술이 그다지 발달해 있지 않고 가면이나 조상도 모습을 찾아볼 수가 없다.

## 갤러리

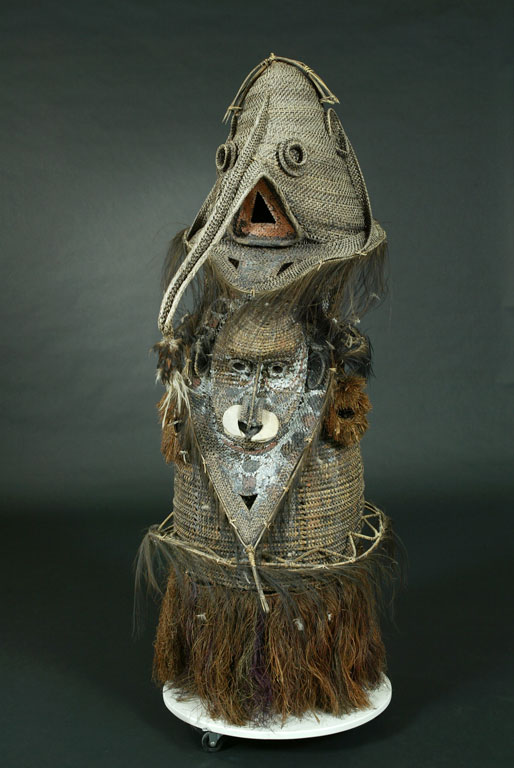
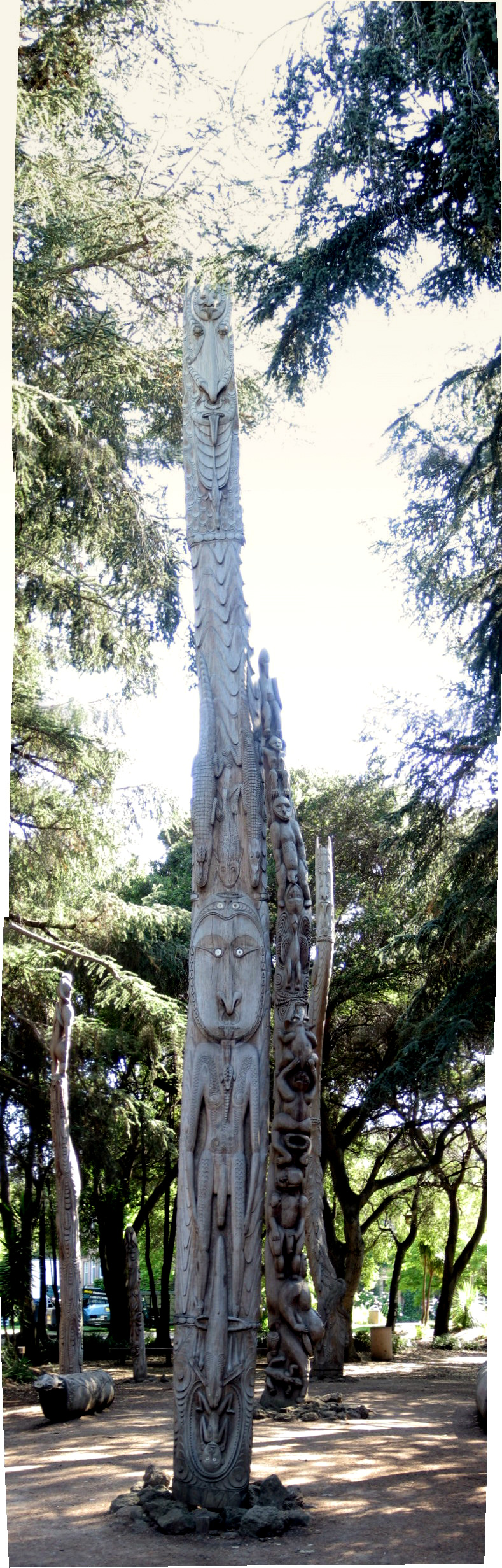